# Вулиця Дніпровська (Львів)
Ву́лиця Дніпро́вська — вулиця у Личаківському районі Львова. Простягається від вулиці Левицького на південний захід до вулиці Зеленої. Рух автомобілів односторонній (від Левицького до Зеленої).

## Історія
Від 1885 року до грудня 1944 називалась вулицею Шевченка. Від 31 жовтня 1908 по 1961 рік по вулиці проходили трамвайні маршрути № 3 і 7.
Будівлі

№ 1 — житлово-експлуатаційна контора № 500, за польських часів була пекарня.

№ 3 — житловий будинок. Раніше тут був молочний магазин.

№ 6 — у цьому будинку в 50-х роках містилось трамвайно-тролейбусне управління.

№ 7 — одноповерховий житловий будинок. Ймовірно споруджений львівським мулярем Мартіном Заходним для власних потреб.

№ 8 — сецесійний будинок збудований 1912 року. Архітектор Генрик Сальвер. Серед оздоблення будинку є зокрема два горельєфи, що зображують стилізованого пелікана з трьома пташенятами у гнізді і двох реалістично зображених дітей.

№ 11 — дитяча бібліотека № 24. В радянський час була міською бібліотекою.

№ 13 — п'ятиповерховий житловий будинок, збудований у 1960-х роках.

## Галерея

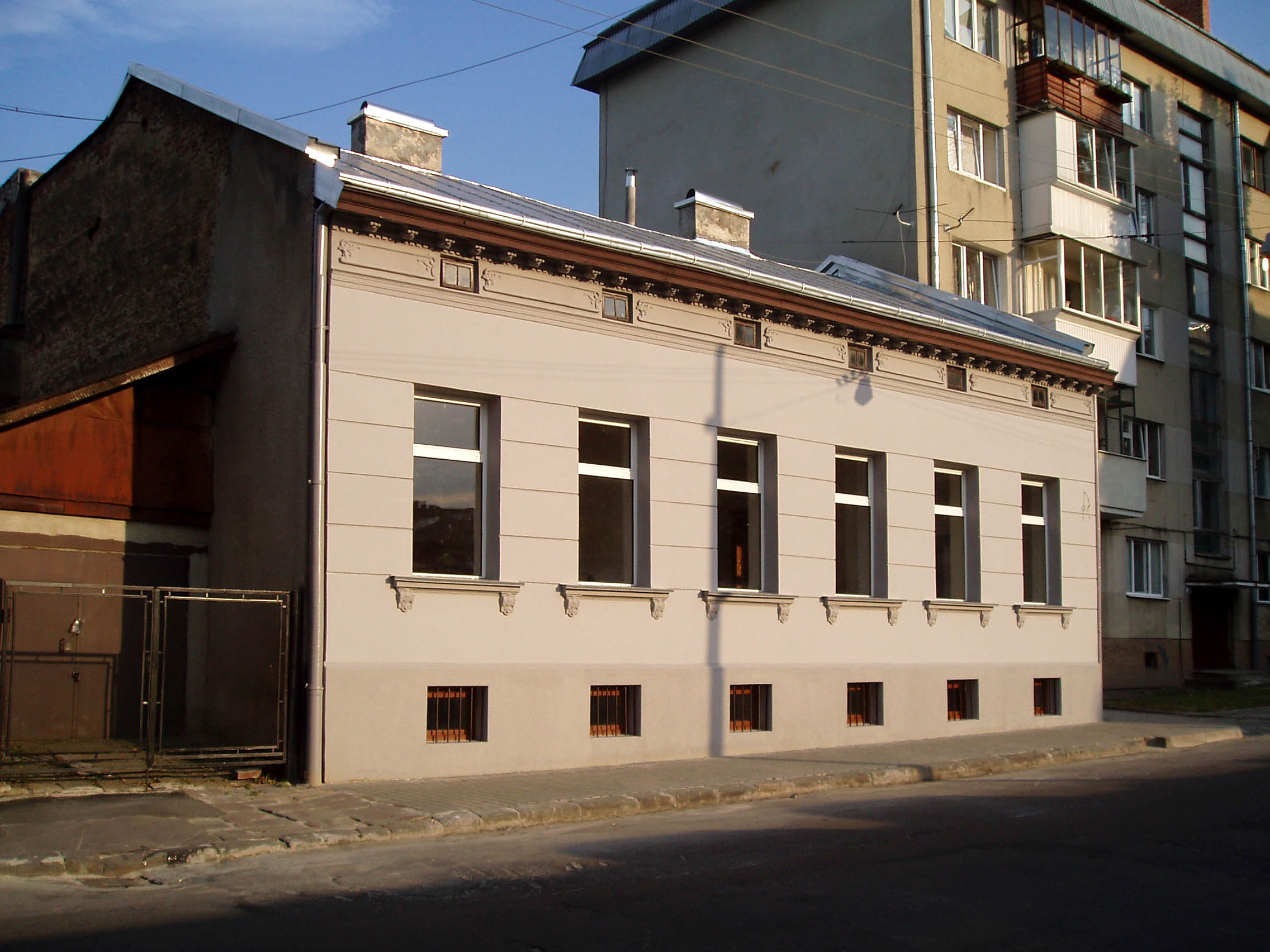
Будинок № 7. Архітектор Мартин Заходний (1869–1910)
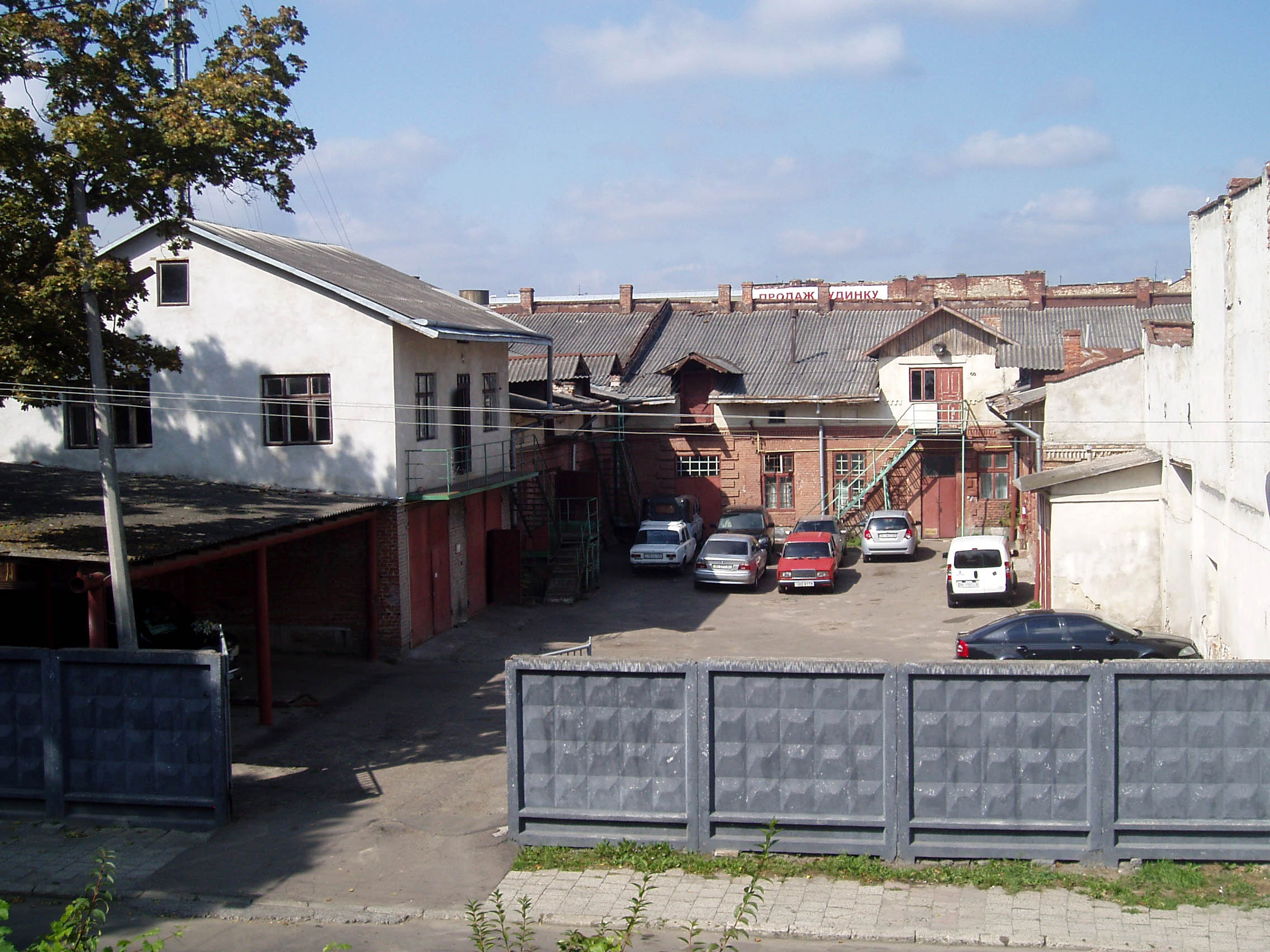
Будинок № 6